# Gót nyelv
A gót nyelv a gótok által beszélt, kihalt germán nyelv. Elsősorban a Codex Argenteusból, egy 4. századi bibliafordítás 6. századi másolatából ismerjük. Az egyetlen, használható korpusszal rendelkező keleti germán nyelv. Más keleti-germán nyelvek, mint a burgund és a vandál, jóformán csak személynevekből ismertek.
Germán nyelvként a gót az indoeurópai nyelvcsalád része. Ez a legkorábbi, komoly szövegemlékeket felmutató germán nyelv, de nincsenek modern leszármazottai. A legrégibb gót dokumentumok egészen a 4. századig mennek vissza. A nyelv a 6. század közepén hanyatlásnak indult, ami annak volt köszönhető, hogy a frankok legyőzték a gótokat, és ez az itáliai gótok földrajzi elszigetelődéséhez vezetett. A gót túlélte a századok viharait az Ibériai-félszigeten (mai Spanyolország és Portugália), és egy 8. századi frank szerző, Walafrid Strabo leírta, hogy még mindig beszélik a Duna alsó részén. A 9. század elején a Krím elszigetelt hegyi régióiban is éltek még beszélői, sőt a krími gót nyelv maradványai talán egészen a 18. századig fennmaradtak, habár nem teljesen tisztázott, hogy ez tényleg gót nyelv lenne. A gótnak hitt későbbi (9. század utáni) kéziratok már nem tartoznak ugyanahhoz a nyelvhez. Korai nyelvi korpuszai miatt nagy érdeklődésre tarthat számot az összehasonlító nyelvészek körében.

## Történelem
Wulfila gót püspök vezetésével a 4. században a Bibliát gót nyelvre fordították. Ezen a bibliafordításon kívül csak kevés egyéb nyelvemlékünk van, néhány rúnaírás, a „Skeireins” c. bibliaértelmezés, egy naptártöredék és néhány oklevél maradt csak fent a 6. századból.
Miután a gót birodalmak összeomlottak, a nyelv is gyorsan eltűnt. Csak a Krím-félszigeten maradt fent a keleti gótok (osztrogótok) egy csoportja, a későbbi krími gótok, akik (a 3. századtól) egészen a 19. század elejéig a gót nyelvet is megőrizték.

## Névszóragozás
A gót nyelvben, mint a mai németben 3 nyelvtani nem található: hímnem, nőnem, semlegesnem. Ezek a szó végződése alapján általában nem megkülönböztethetők. A szavak egyes és többes számban, továbbá 5 nyelvtani esetben ragozódnak.

### Magánhangzós deklinációk

#### A deklináció
Ide a gyakori a és ja, továbbá a ritka wa tövű szavak tartoznak. Ezen szavak nagy része hím- és semlegesnemű. A ragozás a latin és görög nyelv II. deklinációjának felel meg. A gót nyelv egyik nagyon archaikus jellemzője, hogy az ide tartozó hímnemű szavak ősgermán nominativusának *-az végződését -s formájában megtartotta (ősgerm. *dagaz→ gót dags), ellentétben a nyugati és az északi germán nyelvek kontinentális ágával.
| a-tövűek „dags” nap | egyes szám    | többes szám     | ja-tövűek „harjis” hadsereg | egyes szám      | többes szám       |
| ------------------- | ------------- | --------------- | --------------------------- | --------------- | ----------------- |
| nominativus         | 𐌳𐌰𐌲𐍃 (dags)   | 𐌳𐌰𐌲𐍉𐍃 (dagós)   | nominativus                 | 𐌷𐌰𐍂𐌾𐌹𐍃 (harjis) | 𐌷𐌰𐍂𐌾𐍉𐍃 (harjós)   |
| accusativus         | 𐌳𐌰𐌲 (dag)     | 𐌳𐌰𐌲𐌰𐌽𐍃 (dagans) | accusativus                 | 𐌷𐌰𐍂𐌹 (hari)     | 𐌷𐌰𐍂𐌾𐌰𐌽𐍃 (harjans) |
| genitivus           | 𐌳𐌰𐌲𐌹𐍃 (dagis) | 𐌳𐌰𐌲𐌴 (dagé)     | genitivus                   | 𐌷𐌰𐍂𐌾𐌹𐍃 (harjis) | 𐌷𐌰𐍂𐌾𐌴 (harje)     |
| dativus             | 𐌳𐌰𐌲𐌰 (daga)   | 𐌳𐌰𐌲𐌰𐌼 (dagam)   | dativus                     | 𐌷𐌰𐍂𐌾𐌰 (harja)   | 𐌷𐌰𐍂𐌾𐌰𐌼 (harjam)   |
| vocativus           | 𐌳𐌰𐌲 (dag)     |                 | vocativus                   | 𐌷𐌰𐍂𐌹 (hari)     |                   |

| a-tövűek „waúrd” szó | egyes szám        | többes szám       | ja-tövűek „kuni” nemzetség | egyes szám      | többes szám     | wa-tövűek „triu” fa | egyes szám      | többes szám     |
| -------------------- | ----------------- | ----------------- | -------------------------- | --------------- | --------------- | ------------------- | --------------- | --------------- |
| nominativus          | 𐍅𐌰𐌿𐍂𐌳 (waúrd)     | 𐍅𐌰𐌿𐍂𐌳𐌰 (waúrda)   | nominativus                | 𐌺𐌿𐌽𐌹 (kuni)     | 𐌺𐌿𐌽𐌾𐌰 (kunja)   | nominativus         | 𐍄𐍂𐌹𐌿 (triu)     | 𐍄𐍂𐌹𐍅𐌰 (triwa)   |
| accusativus          | 𐍅𐌰𐌿𐍂𐌳 (waúrd)     | 𐍅𐌰𐌿𐍂𐌳𐌰 (waúrda)   | accusativus                | 𐌺𐌿𐌽𐌹 (kuni)     | 𐌺𐌿𐌽𐌾𐌰 (kunja)   | accusativus         | 𐍄𐍂𐌹𐌿 (triu)     | 𐍄𐍂𐌹𐍅𐌰 (triwa)   |
| genitivus            | 𐍅𐌰𐌿𐍂𐌳𐌹𐍃 (waúrdis) | 𐍅𐌰𐌿𐍂𐌳𐌴 (waúrdé)   | genitivus                  | 𐌺𐌿𐌽𐌾𐌹𐍃 (kunjis) | 𐌺𐌿𐌽𐌾𐌴 (kunjé)   | genitivus           | 𐍄𐍂𐌹𐍅𐌹𐍃 (triwis) | 𐍄𐍂𐌹𐍅𐌴 (triwé)   |
| dativus              | 𐍅𐌰𐌿𐍂𐌳𐌰 (waúrda)   | 𐍅𐌰𐌿𐍂𐌳𐌰𐌼 (waúrdam) | dativus                    | 𐌺𐌿𐌽𐌾𐌰 (kunja)   | 𐌺𐌿𐌽𐌾𐌰𐌼 (kunjam) | dativus             | 𐍄𐍂𐌹𐍅𐌰 (triwa)   | 𐍄𐍂𐌹𐍅𐌰𐌼 (triwam) |

#### O deklináció
Ebbe ragozásba az o és jo tövű szavak tartoznak. Továbbá minden ide tartozó szó nőnemű, emiatt a latin és görög I. deklinációnak szokták megfeleltetni.
| o-tövűek „giba” ajándék | egyes szám    | többes szám   | jo-tövűek „mawi” lány | egyes szám      | többes szám     |
| ----------------------- | ------------- | ------------- | --------------------- | --------------- | --------------- |
| nominativus             | 𐌲𐌹𐌱𐌰 (giba)   | 𐌲𐌹𐌱𐍉𐍃 (gibós) | nominativus           | 𐌼𐌰𐍅𐌹 (mawi)     | 𐌼𐌰𐌿𐌾𐍉𐍃 (maujós) |
| accusativus             | 𐌲𐌹𐌱𐌰 (giba)   | 𐌲𐌹𐌱𐍉𐍃 (gibós) | accusativus           | 𐌼𐌰𐌿𐌾𐌰 (mauja)   | 𐌼𐌰𐌿𐌾𐍉𐍃 (maujós) |
| genitivus               | 𐌲𐌹𐌱𐍉𐍃 (gibós) | 𐌲𐌹𐌱𐍉 (gibó)   | genitivus             | 𐌼𐌰𐌿𐌾𐍉𐍃 (maujós) | 𐌼𐌰𐌿𐌾𐍉 (maujó)   |
| dativus                 | 𐌲𐌹𐌱𐌰𐌹 (gibai) | 𐌲𐌹𐌱𐍉𐌼 (gibóm) | dativus               | 𐌼𐌰𐌿𐌾𐌰𐌹 (maujai) | 𐌼𐌰𐌿𐌾𐍉𐌼 (maujóm) |

#### I deklináció
Ebbe a ragozásba az i tövű szavak tartoznak, amik csak hím- és nőneműek lehetnek. A két nem ragozása szinte semmiben nem különbözik, kivéve a hímneműek egyes szám genitivusát és dativuszát az a tövűek analógiájára képzik.
| „balgs” zsák | egyes szám      | többes szám       |
| ------------ | --------------- | ----------------- |
| nominativus  | 𐌱𐌰𐌻𐌲𐍃 (balgs)   | 𐌱𐌰𐌻𐌲𐌴𐌹𐍃 (balgeis) |
| accusativus  | 𐌱𐌰𐌻𐌲 (balg)     | 𐌱𐌰𐌻𐌲𐌹𐌽𐍃 (balgins) |
| genitivus    | 𐌱𐌰𐌻𐌲𐌹𐍃 (balgis) | 𐌱𐌰𐌻𐌲𐌴 (balgé)     |
| dativus      | 𐌱𐌰𐌻𐌲𐌰 (balga)   | 𐌱𐌰𐌻𐌲𐌹𐌼 (balgim)   |
| vocativus    | 𐌱𐌰𐌻𐌲 (balg)     |                   |

| „ansts” áldás | egyes szám        | többes szám       |
| ------------- | ----------------- | ----------------- |
| nominativus   | 𐌰𐌽𐍃𐍄𐍃 (ansts)     | 𐌰𐌽𐍃𐍄𐌴𐌹𐍃 (ansteis) |
| accusativus   | 𐌰𐌽𐍃𐍄 (anst)       | 𐌰𐌽𐍃𐍄𐌹𐌽𐍃 (anstins) |
| genitivus     | 𐌰𐌽𐍃𐍄𐌰𐌹𐍃 (anstais) | 𐌰𐌽𐍃𐍄𐌴 (ansté)     |
| dativus       | 𐌰𐌽𐍃𐍄𐌰𐌹 (anstai)   | 𐌰𐌽𐍃𐍄𐌹𐌼 (anstim)   |
| vocativus     | 𐌰𐌽𐍃𐍄 (anst)       |                   |

#### U deklináció
Ebbe a ragozásba az u tövű szavak tartoznak. Ezek a szavak kizárólag hím- vagy nőneműek, ez alól kivétel a semlegesnemű pénzt jelentő faíhu. A hím- és nőnem ragozása teljesen megegyezik.
| hímnem „sunus” fiú | egyes szám                | többes szám     | nőnem „handus” kéz | egyes szám        | többes szám       |
| ------------------ | ------------------------- | --------------- | ------------------ | ----------------- | ----------------- |
| nominativus        | 𐍃𐌿𐌽𐌿𐍃 (sunus)             | 𐍃𐌿𐌽𐌾𐌿𐍃 (sunjus) | nominativus        | 𐌷𐌰𐌽𐌳𐌿𐍃 (handus)   | 𐌷𐌰𐌽𐌳𐌾𐌿𐍃 (handjus) |
| accusativus        | 𐍃𐌿𐌽𐌿 (sunu)               | 𐍃𐌿𐌽𐌿𐌽𐍃 (sununs) | accusativus        | 𐌷𐌰𐌽𐌳𐌿 (handu)     | 𐌷𐌰𐌽𐌳𐌿𐌽𐍃 (handuns) |
| genitivus          | 𐍃𐌿𐌽𐌰𐌿𐍃(sunaus)            | 𐍃𐌿𐌽𐌹𐍅𐌴 (suniwé) | genitivus          | 𐌷𐌰𐌽𐌳𐌰𐌿𐍃 (handaus) | 𐌷𐌰𐌽𐌳𐌹𐍅𐌴           |
| dativus            | 𐍃𐌿𐌽𐌰𐌿 (sunau)             | 𐍃𐌿𐌽𐌿𐌼 (sunum)   | dativus            | 𐌷𐌰𐌽𐌳𐌰𐌿 (handau)   | 𐌷𐌰𐌽𐌳𐌿𐌼 (handum)   |
| vocativus          | 𐍃𐌿𐌽𐌿, 𐍃𐌿𐌽𐌰𐌿 (sunu, sunau) |                 | vocativus          | 𐌷𐌰𐌽𐌳𐌰𐌿 (handau)   |                   |